# Arad (comitaat)
Het comitaat Arad (Hongaars: Arad  vármegye) is een historisch  comitaat in het vroegere koninkrijk Hongarije. Tegenwoordig ligt het grootste deel hiervan in Roemenië, namelijk in het district Arad. Een klein deel van het gebied ligt momenteel in het Hongaarse comitaat Békés.

## Ligging

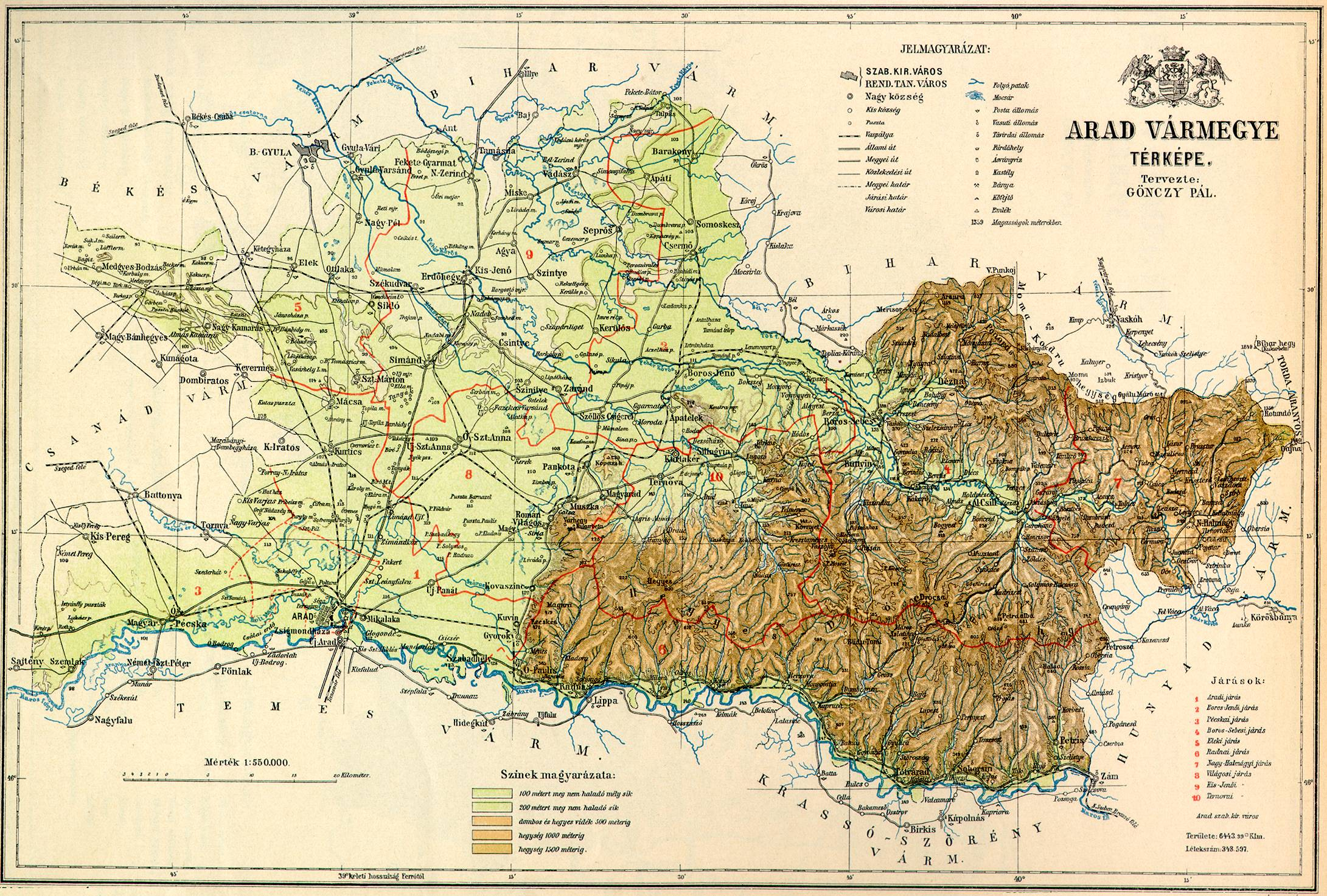
Kaart van het comitaat Arad in 1890

Het comitaat besloeg een oppervlakte van ongeveer 6.048 km² en grensde aan de comitaten Békés, Bihar,
Torda-Aranyos, Hunyad, Krassó-Szörény, Temes, Torontál en Csanád.
Het oostelijke deel van het comitaat was bergachtig, het westelijke deel was vlak en onbebost en richting de Tisza zelfs drassig. Het gebied werd doorsneden door de Maros in het zuiden en de Witte Körös in het noorden. De economie was vooral gericht op land- en bosbouw. Zo werden onder andere tarwe, gerst, rogge, koolzaad, maïs, tabak, hout, vlas, groenten en wijn verbouwd en werden er ook vee en bijen gehouden. In het westen van het comitaat werd bovendien ijzererts ontgonnen. 
Het merendeel van de inwoners was Roemeens, en daarnaast telde het comitaat ook veel Hongaren en Duitsers.

## Geschiedenis
Het comitaat Arad ontstond in de 11e eeuw. Nadien ging het gebied bij het Partium behoren. Nadat het door de Ottomanen was veroverd, behoorde het gebied vanaf de 16e eeuw tot het eyalet Temeșvar. Na de herovering door de Habsburgers behoorden delen van het comitaat van 1744 tot 1750 tot de zogenaamde Militaire Grens, en vervolgens tot het Koninkrijk Hongarije. 
Na de bestuurlijke hervorming van 1876 werd het westelijke deel van het comitaat Zaránd bij Arad gevoegd. Na de Eerste Wereldoorlog verloor Hongarije door het Verdrag van Trianon een groot deel van zijn landoppervlakte aan Roemenië. Het Hongaarse deel van het comitaat Arad bleef vervolgens nog tot 1923 verder bestaan met de hoofdplaats Elek. Sindsdien is het Hongaarse deel van het comitaat deel van het huidige comitaat Békés. Het Roemeense deel van het voormalige comitaat ligt tegenwoordig in het district Arad.

## Districten
| Stoeldistricten (járások) | Stoeldistricten (járások)                |
| Stoeldistrict             | Hoofdplaats                              |
| ------------------------- | ---------------------------------------- |
| Arad                      | Arad                                     |
| Borosjenő                 | Borosjenő, tegenwoordig Ineu             |
| Borossebes                | Borossebes, tegenwoordig Sebiș           |
| Elek                      | Elek                                     |
| Kisjenő                   | Kisjenő, tegenwoordig Chișineu-Criș      |
| Magyarpécska              | Magyarpécska, tegenwoordig Pecica        |
| Máriaradna                | Máriaradna, tegenwoordig Radna in Lipova |
| Nagyhalmágy               | Nagyhalmágy, tegenwoordig Hălmagiu       |
| Tornova                   | Tornova, tegenwoordig Târnova            |
| Világos                   | Világos tegenwoordig Șiria               |

| Stadsdistrict (rendezett tanácsú városok) | Stadsdistrict (rendezett tanácsú városok) |
| ----------------------------------------- | ----------------------------------------- |
| Arad                                      |                                           |